# 水間百合子
水間百合子（みずま ゆりこ、1970年〈昭和45年〉7月22日 - ）は、山形県出身、埼玉県育ちの元女子サッカー選手、元日本女子代表。現役時代のポジションはおもにフォワード。

## 主な経歴
山形県に生まれ、3歳より埼玉県浦和市（現・さいたま市）にて育つ。幼稚園児のころ、運動神経のよさから器械体操をはじめる。一時期は少年野球チームにも所属したが、オリンピック出場も期待される逸材であったため小学2年のころ野球チームを退部した。しかし小学4年のころ練習中のアクシデントにより体操ができなくなり、復帰すべく努力したが小学5年で夢を断念することになった。
その後、当時流行していた漫画「キャプテン翼」の影響もありサッカーに関心を示し、近所の男の子たちと一緒になって楽しんでいたが、中学校では女子サッカー部がなかったためバレーボール部に入部。しかし浦和本太レディースFCのメンバー募集を知り、サッカーに挑むことになった。浦和本太は当初、いわゆる「ママさんサッカーチーム」として発足したため練習時間が限られていたが、同じような境遇の中学生が同時期に入部したこともあり「ジュニアチーム」に登録変更。そのため本格的なチーム活動が行われるようになった。また限られた活動時間を補うため、中学校では陸上競技部に所属し基礎体力を積み上げていった。
このような努力の結果により日本女子代表の一員に選ばれ、1990年の第11回アジア競技大会（中華人民共和国・北京）において、北朝鮮戦でゴールを決め、銀メダル獲得に貢献した。また1991年に行われた第1回FIFA女子ワールドカップ （中華人民共和国）のメンバーにも選出された。
この活躍により日本女子サッカーリーグ（JLSL：現・なでしこリーグ）所属チームからオファーを受けたが、チーム事情もあり引き続き浦和本太に所属。1992年にはチームがJLSLチャレンジリーグに参加し、JLSL昇格を目指していた。1993年、旭国際バニーズにプロ契約選手として移籍。
1995年、練習中のケガにより一時リタイア。このことがきっかけとなってバニーズを退団し、リハビリテーションに専念することとなった。
1998年、浦和レディースFC（浦和本太レディースFC改め）の一部メンバーとともに浦和レイナスの発足に携わる。その年のシーズン限りで引退。
2006年10月、自らの半生を綴った著書『女に生まれて男で生きて』（河出書房新社）で性同一性障害であることを公表した。

## 個人成績
| 国内大会個人成績 | 国内大会個人成績                     | 国内大会個人成績 | 国内大会個人成績 | 国内大会個人成績 | 国内大会個人成績 | 国内大会個人成績 | 国内大会個人成績 | 国内大会個人成績 | 国内大会個人成績 | 国内大会個人成績 | 国内大会個人成績 |
| 年度             | クラブ                               | 背番号           | リーグ           | リーグ戦         | リーグ戦         | リーグ杯         | リーグ杯         | オープン杯       | オープン杯       | 期間通算         | 期間通算         |
| 年度             | クラブ                               | 背番号           | リーグ           | 出場             | 得点             | 出場             | 得点             | 出場             | 得点             | 出場             | 得点             |
| 日本             | 日本                                 | 日本             | 日本             | リーグ戦         | リーグ戦         | リーグ杯         | リーグ杯         | 皇后杯           | 皇后杯           | 期間通算         | 期間通算         |
| ---------------- | ------------------------------------ | ---------------- | ---------------- | ---------------- | ---------------- | ---------------- | ---------------- | ---------------- | ---------------- | ---------------- | ---------------- |
| 1992             | 浦和本太レディースFC                 | 19               | JLSLチャレンジ   |                  |                  | -                | -                |                  |                  |                  |                  |
| 1993             | 旭国際バニーズ                       | 8                | JLSL             | 12               | 5                | -                | -                |                  |                  |                  |                  |
| 1994             | 旭国際バニーズ                       | 17               | L・リーグ        | 26               | 7                | -                | -                |                  |                  |                  |                  |
| 1995             | 宝塚バニーズレディースサッカークラブ | 11               | L・リーグ        | 6                | 0                | -                | -                |                  |                  |                  |                  |
| 通算             | 日本                                 | 日本             | 1部              | 49               | 18               | 0                | 0                |                  |                  |                  |                  |
| 通算             | 日本                                 | 日本             | 2部              |                  |                  | 0                | 0                |                  |                  |                  |                  |
| 総通算           | 総通算                               | 総通算           | 総通算           |                  |                  | 0                | 0                |                  |                  |                  |                  |

## 代表歴
- 1990年9月9日 - 日本女子代表初出場 -  韓国戦 (国際親善試合)
- 1990年9月9日 - 日本女子代表初得点 -  韓国戦 (国際親善試合)

### 主な出場歴
- 1990年 - 第11回アジア競技大会 （北京）
- 1991年 - 第1回FIFA女子ワールドカップ （中華人民共和国）

### 試合数
| 日本代表 | 国際Aマッチ | 国際Aマッチ |
| 年       | 出場        | 得点        |
| -------- | ----------- | ----------- |
| 1990     | 5           | 3           |
| 1991     | 11          | 2           |
| 1993     | 5           | 5           |
| 1994     | 1           | 0           |
| 通算     | 22          | 10          |

- 出典: なでしこジャパン（日本女子代表）試合別出場記録[1]

### 出場
| #  | 開催日         | 開催地       | 会場                         | 相手                   | 結果        | 監督   | 大会               |
| -- | -------------- | ------------ | ---------------------------- | ---------------------- | ----------- | ------ | ------------------ |
| 1  | 1990年09月09日 | 釜山         |                              | 韓国                   | ○5-0        | 鈴木保 | 国際親善試合       |
| 2  | 1990年09月29日 | 北京         |                              | 韓国                   | ○8-1        | 鈴木保 | アジア大会         |
| 3  | 1990年10月01日 | 北京         |                              | 香港                   | ○5-0        | 鈴木保 | アジア大会         |
| 4  | 1990年10月03日 | 北京         |                              | チャイニーズタイペイ   | ○3-1        | 鈴木保 | アジア大会         |
| 5  | 1990年10月06日 | 北京         |                              | 朝鮮民主主義人民共和国 | △1-1        | 鈴木保 | アジア大会         |
| 6  | 1991年04月01日 | ヴァルナ     |                              | フランス               | ●1-3        | 鈴木保 | ヴァルナ国際大会   |
| 7  | 1991年04月03日 | ヴァルナ     |                              | スウェーデン           | △2-2        | 鈴木保 | ヴァルナ国際大会   |
| 8  | 1991年04月05日 | ヴァルナ     |                              | ハンガリー             | ○2-0        | 鈴木保 | ヴァルナ国際大会   |
| 9  | 1991年05月26日 | 福岡県       | 平和台陸上競技場             | 朝鮮民主主義人民共和国 | ○1-0        | 鈴木保 | アジア選手権       |
| 10 | 1991年06月01日 | 福岡県       | 福岡県営春日公園             | マレーシア             | ○12-0       | 鈴木保 | アジア選手権       |
| 11 | 1991年06月03日 | 福岡県       | 平和台陸上競技場             | シンガポール           | ○10-0       | 鈴木保 | アジア選手権       |
| 12 | 1991年06月06日 | 福岡県       | 東平尾公園博多の森陸上競技場 | チャイニーズタイペイ   | △0-0(PK5-4) | 鈴木保 | アジア選手権       |
| 13 | 1991年06月08日 | 福岡県       | 東平尾公園博多の森陸上競技場 | 中国                   | ●0-5        | 鈴木保 | アジア選手権       |
| 14 | 1991年08月21日 | 大連         |                              | 中国                   | △0-0        | 鈴木保 | 国際親善試合       |
| 15 | 1991年11月17日 | 仏山         |                              | ブラジル               | ●0-1        | 鈴木保 | 世界選手権         |
| 16 | 1991年11月19日 | 仏山         |                              | スウェーデン           | ●0-8        | 鈴木保 | 世界選手権         |
| 17 | 1993年12月04日 | クチン       |                              | チャイニーズタイペイ   | ○6-1        | 鈴木保 | アジア選手権       |
| 18 | 1993年12月06日 | クチン       |                              | フィリピン             | ○15-0       | 鈴木保 | アジア選手権       |
| 19 | 1993年12月08日 | クチン       |                              | 香港                   | ○4-0        | 鈴木保 | アジア選手権       |
| 20 | 1993年12月10日 | クチン       |                              | 中国                   | ●1-3        | 鈴木保 | アジア選手権       |
| 21 | 1993年12月12日 | クチン       |                              | チャイニーズタイペイ   | ○3-0        | 鈴木保 | アジア選手権       |
| 22 | 1994年08月21日 | ドブニッツア |                              | オーストリア           | ○1-0        | 鈴木保 | スロバキア国際大会 |

### ゴール
| #  | 開催年月日     | 開催地   | 対戦国                 | 勝敗   | 試合概要                   |
| -- | -------------- | -------- | ---------------------- | ------ | -------------------------- |
| 1  | 1990年9月9日   | 釜山     | 韓国                   | ○ 5-0  | 国際親善試合               |
| 2  | 1990年9月29日  | 北京     | 韓国                   | ○ 8-1  | 1990年アジア競技大会       |
| 3  | 1990年10月6日  | 北京     | 朝鮮民主主義人民共和国 | △ 1-1  | 1990年アジア競技大会       |
| 4  | 1991年4月3日   | ヴァルナ | スウェーデン           | △ 1-1  | 第４回ヴァルナ国際女子大会 |
| 5  | 1991年6月1日   | 福岡県   | マレーシア             | ○ 12-0 | 1991 AFC女子選手権         |
| 6  | 1993年12月4日  | クチン   | チャイニーズタイペイ   | ○ 6-1  | 1993 AFC女子選手権         |
| 7  | 1993年12月6日  | クチン   | フィリピン             | ○ 15-0 | 1993 AFC女子選手権         |
| 8  | 1993年12月6日  | クチン   | フィリピン             | ○ 15-0 | 1993 AFC女子選手権         |
| 9  | 1993年12月6日  | クチン   | フィリピン             | ○ 15-0 | 1993 AFC女子選手権         |
| 10 | 1993年12月12日 | クチン   | チャイニーズタイペイ   | ○ 3-0  | 1993 AFC女子選手権         |

## 関連作品
- 『女に生まれて男で生きて』（水間百合子・著　河出書房新社　ISBN 4309017878　2006年）
- 『歌舞伎町の住人たち』（李小牧・著　河出書房新社　ISBN 4309017282　2005年）引退後の生活（当時）のインタビューがある